# Ден Кетчум
Ден Кетчум (англ. Dan Ketchum, 7 жовтня 1981) — американський плавець.
Олімпійський чемпіон 2004 року.
Чемпіон світу з плавання на короткій воді 2004 року.
Кетчум провів два роки в Ірландії з 1994 по 1996 рік, де навчався у школі Villiers School. Він плавав за плавальний клуб Cincinnati Marlins у віковій групі, а згодом за середню школу Sycamore High School в Цинциннаті. Виступаючи за школу Sycamore High, він виграв шість індивідуальних чемпіонатів штату Огайо з плавання в 1998, 1999 і 2000 роках — по три на дистанціях 200 і 500 ярдів вільним стилем. Потім він вступив до Мічиганського університету, де виступав за команду плавання і стрибків у воду "Мічиганські росомахи" на змаганнях Національної асоціації студентів (NCAA). У 2004 році разом з Пітером Вандеркааєм, Девісом Тарвотером та Ендрю Хердом був членом збірної Мічигану на національному чемпіонаті NCAA в естафеті на 800 метрів вільним стилем.
Він взяв на себе роль головного тренера команди з плавання в Лавлендській середній школі, починаючи з сезону плавання в середній школі 2009-10 років. Під час свого першого сезону на посаді головного тренера він привів "Тигрів" до найкращих результатів в історії на Чемпіонаті з плавання та стрибків у воду OHHSA 2010 року, де його хлопці посіли сьоме місце, а дівчата 14-те.